# Michael Waldron
Michael Waldron é um roteirista e produtor cinematográfico estadunidense conhecido pelos seus trabalhos em Rick and Morty, Loki, Heels e Doctor Strange in the Multiverse of Madness.

## Carreira
Em fevereiro de 2014, Waldron se matriculou no curso de roteiro da MFA na Universidade Pepperdine e trabalhou como estagiário no desenho Rick and Morty do canal Adult Swin durante sua primeira temporada, quando foi contratado pelo co-criador do programa, Dan Harmon, para fazer parte da equipe de produção da série Community da NBC em sua quinta temporada. Em julho de 2016, ele serviu como escritor de especificações no HarmonQuest. Em fevereiro de 2017, ele estava escreveu alguns roteiros da série Heels do canal Starz. Em agosto de 2017, ele foi produtor executivo da série Good Game do YouTube Red.
Em fevereiro de 2019, ele foi contratado como roteirista principal e produtor executivo da série Loki (2021) do Disney+. Em novembro de 2019, depois de ter produzido vários episódios de Rick and Morty, Waldron escreveu o episódio da quarta temporada intitulado "The Old Man and the Seat". Em fevereiro de 2020, ele começou a escrever o roteiro do filme Doctor Strange in the Multiverse of Madness (2022). Em janeiro de 2021, ele foi contratado para escrever o roteiro do filme de Star Wars sem título definido dirigido por Kevin Feige, enquanto também assinou um contrato geral com a Disney.

## Prêmios e indicações
| Prêmio                    | Data da cerimônia      | Categoria               | Série                                          | Resultado | Ref.  |
| ------------------------- | ---------------------- | ----------------------- | ---------------------------------------------- | --------- | ----- |
| Prêmios Emmy do Primetime | 19 de setembro de 2020 | Melhor Programa Animado | Rick and Morty (por "The Vat of Acid Episode") | Venceu    | [ 9 ] |